# Elezioni governatoriali in Texas del 2022
Le elezioni governatoriali in Texas del 2022 si sono svolte l'8 novembre per eleggere il nuovo governatore dell'omonimo stato.
I risultati finali hanno visto la riconferma del governatore uscente Greg Abbott, che viene rieletto così per un terzo mandato battendo lo sfidante democratico Beto O'Rourke.

## Risultati
| Candidati       | Partiti              | Voti      | %      |
| --------------- | -------------------- | --------- | ------ |
| Greg Abbott     | Partito Repubblicano | 4.437.099 | 54,76  |
| Beto O'Rourke   | Partito Democratico  | 3.553.656 | 43,86  |
| Mark Tippetts   | Partito Libertario   | 81.932    | 1,01   |
| Delilah Barrios | Partito Verde        | 28.584    | 0,35   |
| Totale          | Totale               | 8.102.908 | 100,00 |

## Elezioni primarie

### Partito Repubblicano
| Candidato        | Voti      | %      |
| ---------------- | --------- | ------ |
| Greg Abbott      | 1.299.059 | 66,48  |
| Allen West       | 239.557   | 12,26  |
| Don Huffines     | 234.138   | 11,98  |
| Chad Prather     | 74.173    | 3,80   |
| Ricky Lynn Perry | 61.424    | 3,14   |
| Kandy Kaye Horn  | 23.605    | 1,21   |
| Paul Belew       | 11.387    | 0,58   |
| Danny Harrison   | 10.829    | 0,55   |
| Totale           | 1.954.172 | 100,00 |

### Partito Democratico
| Candidato            | Voti      | %      |
| -------------------- | --------- | ------ |
| Beto O'Rourke        | 983.182   | 91,41  |
| Joy Diaz             | 33.622    | 3,13   |
| Michael Cooper       | 32.673    | 3,04   |
| Rich Wakeland        | 13.237    | 1,23   |
| Inocencio Barrientez | 12.887    | 1,20   |
| Totale               | 1.075.601 | 100,00 |